# Карл Даглас
Карлтон Џорџ Даглас (енгл. Carlton George Douglas; 10. мај 1942) јамајкански је певач, најпознатији по хит синглу Kung Fu Fighting из 1974. године.

## Дискографија

### Албуми
| Година | Наслов                                      |    |   |
| ------ | ------------------------------------------- | -- | - |
| 1974   | Kung Fu Fighting and Other Great Love Songs | 37 | 1 |
| 1977   | Love Peace and Happiness                    | -  | - |
| 1978   | Keep Pleasing Me                            | -  | - |